# Écailleur

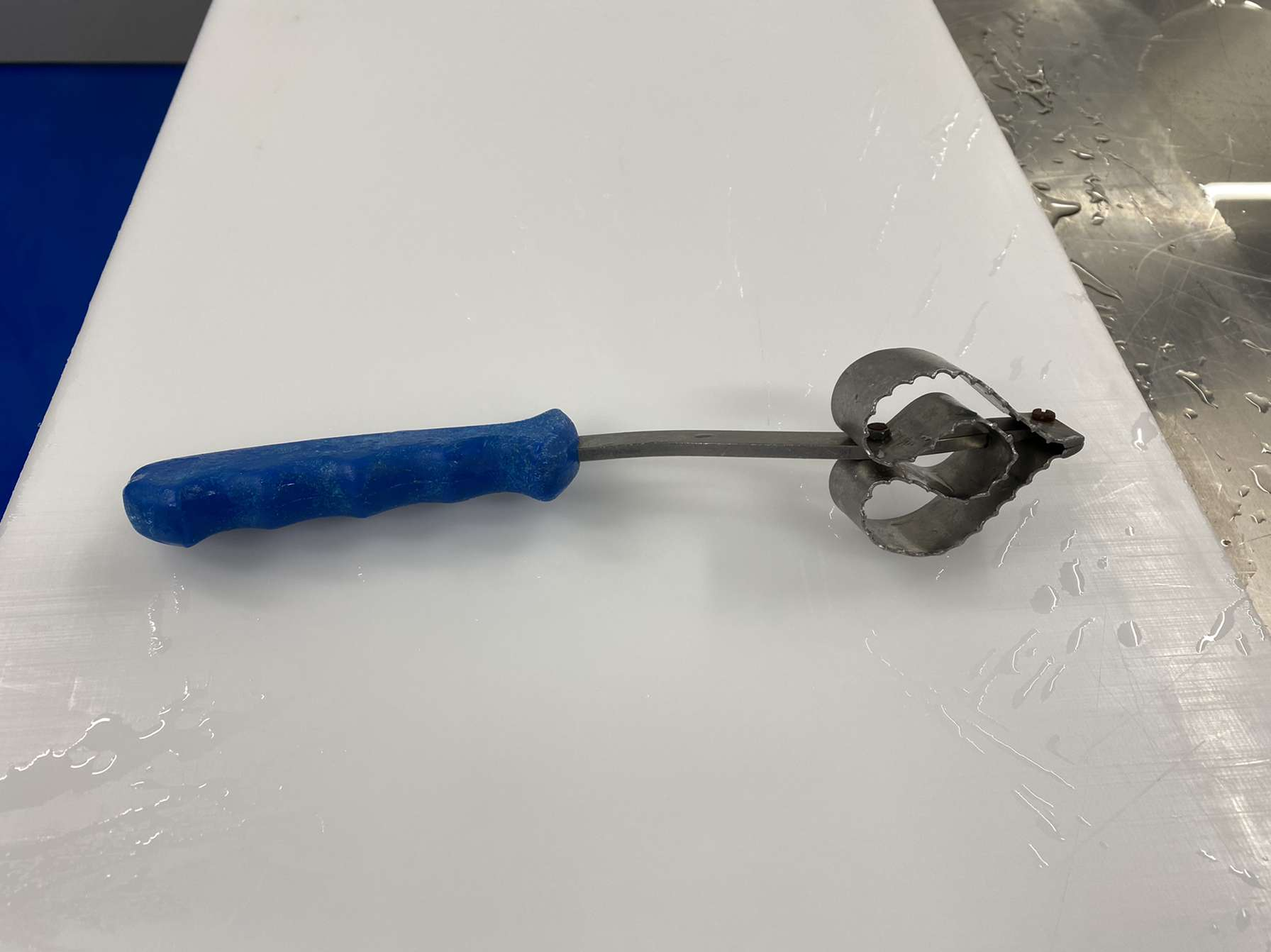
Écailleur

Un écailleur est un ustensile de cuisine, composé d'un manche et d'une lame, qui permet de retirer les écailles d'un poisson en le grattant, ou, à la manière d'un économe, de couper de fines lamelles de fromage.

## Modèle
Il existe deux grands modèles d'écailleurs :
- l'écailleur domestique ou « écailleur cuillère » (dont le bout est en forme ovale et dentelée)[1] ;
- l'écailleur professionnel (ustensile de meilleure qualité, dont la forme n'est pas la même que celui fait pour un usage domestique)[2].

## Utilisation
L’écailleur permet de gratter la peau du poisson de manière à retirer les écailles rapidement et sans effort. Cet ustensile possède une forme en « S » qui éloigne la main de toutes les épines dorsales ou ventrales qui seront soulevées par l'écailleur. Le manche ergonomique en plastique permet une bonne prise en main et permet un geste précis.